# Prothema variicornis
Prothema variicornis är en skalbaggsart som beskrevs av Francis Polkinghorne Pascoe 1886. Prothema variicornis ingår i släktet Prothema och familjen långhorningar. Inga underarter finns listade i Catalogue of Life.